# 희양중학교
희양중학교(晞陽中學校)는 대한민국 전라남도 광양시 광양읍 칠성리에 있는 공립 중학교이다.

## 학교 연혁
- 1970년 3월 1일 : 초대 이용학 교장 취임
- 1970년 3월 16일 : 개교 기념식 (광양여자중학교)
- 2025년 1월 9일 : 제53회 졸업 (113명) 총 졸업생 수 (16,746명)
- 2025년 3월 1일 : 희양중학교 교명 변경(남녀공학 전환)
- 2025년 3월 1일 : 제22대 정종록 교장 부임

## 참고 자료
- 희양중학교 - 한국교육학술정보원 학교알리미